# Cryptochironomus defectus
Cryptochironomus defectus är en tvåvingeart som först beskrevs av Jean-Jacques Kieffer 1913.  Cryptochironomus defectus ingår i släktet Cryptochironomus och familjen fjädermyggor. Arten är reproducerande i Sverige. Inga underarter finns listade i Catalogue of Life.